# Rue de l'Orme (Paris)
Pour les articles homonymes, voir Rue de l'Orme.
La rue de l'Orme est une rue du 19e arrondissement de Paris.

## Situation et accès

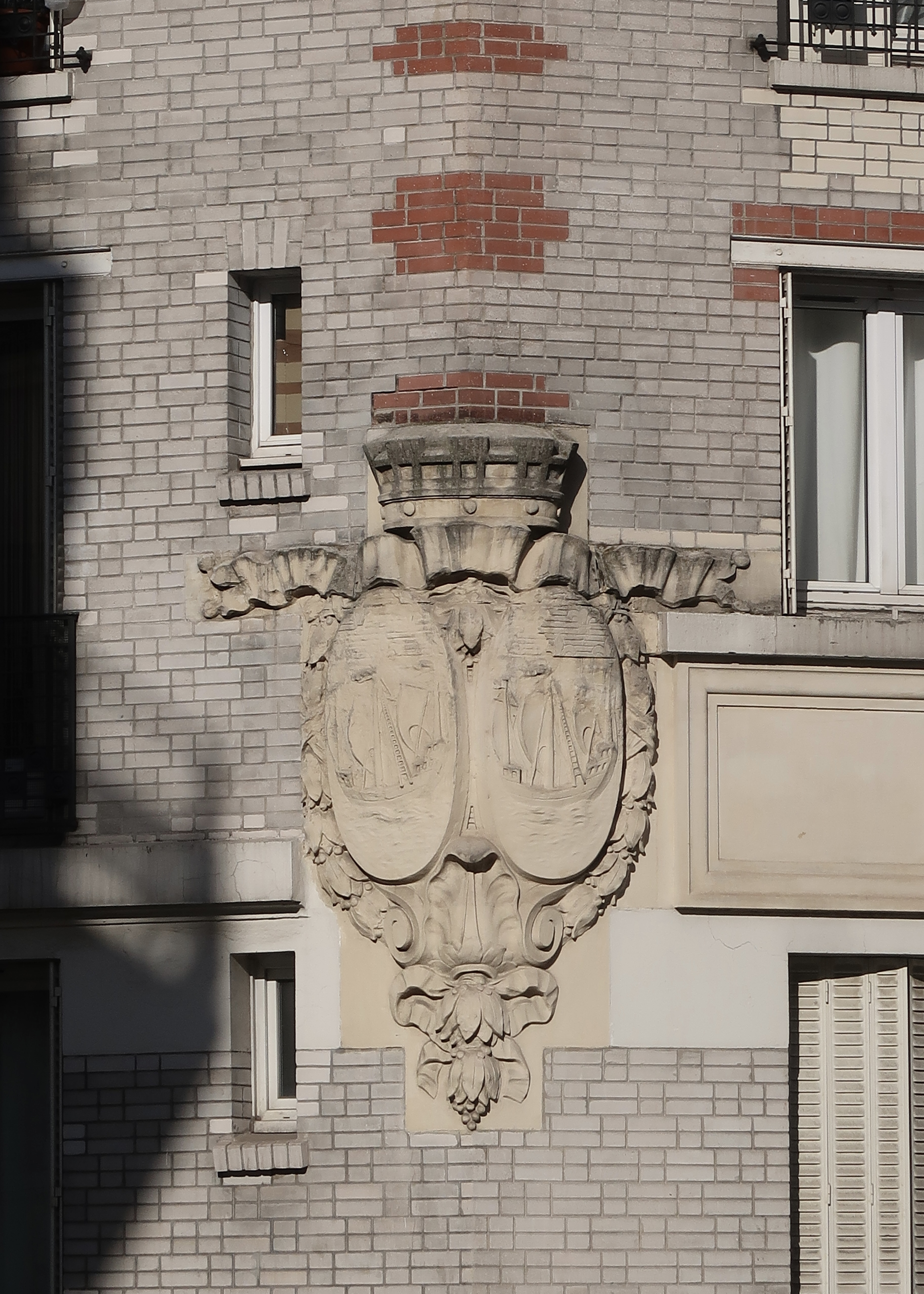
Blason de Paris, au croisement avec la rue des Bois.

La rue relie la rue de Romainville au boulevard Sérurier et croise la rue des Bois. Elle est desservie par les stations de métro Pré-Saint-Gervais et Télégraphe.

## Origine du nom
Elle porte le nom d'un ancien lieu-dit appelé « le bois de l'Orme ».
Ce bois était un vestige persistant sur les hauteurs du sud-est de l'ancienne commune de Belleville jusqu'au début du XIXe siècle d'une ancienne forêt gauloise.   

## Historique
Cette voie figure sur le cadastre de la commune de Belleville de 1812. Rattachée à Paris en 1860, elle est classée dans la voirie de Paris par décret du 28 octobre 1884.
Par décret du 5 juillet 1925, elle est prolongée sous le nom de « rue de l'Orme-prolongée ».
L'ensemble est réuni sous sa dénomination actuelle par arrêté du 18 février 1926.

## Bâtiments remarquables et lieux de mémoire

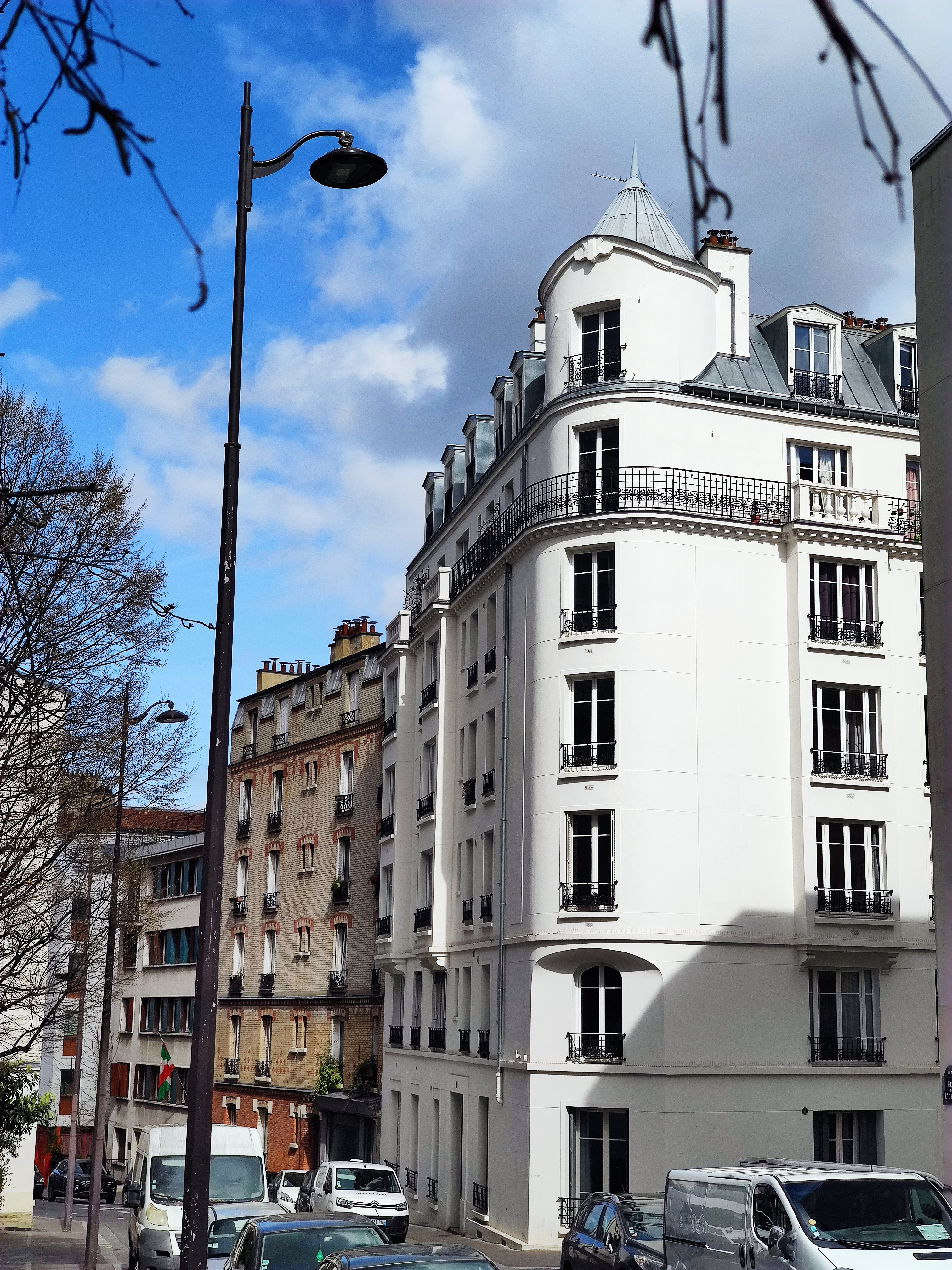
No 6.

- Nos 10-12 : ambassade du Burundi en France.